# Inger-Marie Ytterhorn
Inger-Marie Ytterhorn (* 18. September 1941 in Oslo; † 31. März 2021 ebenda) war eine norwegische Politikerin der rechtspopulistischen Fremskrittspartiet (FrP). Von 1989 bis 1993 war sie Abgeordnete im Storting, von 2000 bis 2017 war sie Mitglied im Norwegischen Nobelkomitee. 

## Leben
Ytterhorn wurde als Tochter des Kaufmanns Ingar Thorud (1912–1992) und der Hausfrau Anne-Marie Prydz (1914–1976) in Oslo geboren. Sie beendete 1961 das private Otto-Treider-Gymnasium mit dem Handelsschul-Examen. Nach einer Phase der Berufstätigkeit studierte sie bis 1979 Russisch und von 1980 bis 1981 nordische Sprachen und Englisch an der Universität Bergen. In den Jahren 1984 bis 1989 arbeitete sie als Sekretärin und Büroleiterin, bevor sie bis 1990 selbstständig tätig war.
Zwischen 1987 und 1991 war Ytterhorn Stadträtin in der westnorwegischen Stadt Bergen. Bei der Parlamentswahl 1989 zog sie für den Wahlkreis Hordaland in das norwegische Nationalparlament Storting ein. Dort wurde sie Mitglied im Sozialausschuss und gehörte von Oktober 1992 bis September 1993 dem Fraktionsvorstand der Fremskrittspartiet-Gruppierung an. Bei den Wahlen 1993 und 1997 verpasste sie jeweils den Einzug und sie wurde Vararepresentantin, also Ersatzabgeordnete. Für die FrP-Fraktion im Storting arbeitete Ytterhorn zwischen 1994 und 2001 als Fraktionssekretärin und später als politische Beraterin. Im Jahr 1999 wurde sie Vararepresentantin im Osloer Stadtrat, in der Zeit von 2002 bis 2003 kam sie dort zum Einsatz. Dem Parteivorstand der Fremskrittspartiet gehörte sie in den Jahren 1988 bis 2004 an.
Von Anfang 2000 bis Ende 2017 war sie Mitglied des Norwegischen Nobelkomitees zur Auswahl der Friedensnobelpreisträger.

## Kontroverse
Im November 2018 erregte Inger-Marie Ytterhorn Aufsehen, als sie äußerte, dass das Komitee zum 17. Mai, also dem norwegischen Verfassungstag, von einer „ethnisch norwegischen“ Person geleitet werden sollte. Zuvor war bekannt geworden, dass in Oslo die stellvertretende Bürgermeisterin Kamzy Gunaratnam diesen Posten übernehmen werde.

## Privates
Ytterhorn war mit dem 1987 verstorbenen Politiker Bjørn Erling Ytterhorn verheiratet, mit dem sie zwei Töchter hatte.